# 尼姆羅德 (明尼蘇達州)
尼姆羅德（英語：Nimrod）是一個位於美國明尼蘇達州沃迪納縣的城市。

## 人口
根據2020年美國人口普查的數據，尼姆羅德的面積為2.61平方千米，當中陸地面積為2.47平方千米，而水域面積為0.14平方千米。當地共有人口84人，而人口密度為每平方千米32人。